# Гадеон ап Конан
Гадеон ап Конан (Кадван ап Кінан; корн. Gadeon ap Conan, валл. Cadfan ap Cynan; помер в 405 році) — король Думнонії (387—390).

## Біографія
Гадеон, можливо, був сином Конана Меріадока і Урсули. У сказанні «Бачення Максима Вледіга», що входить в цикл «Мабіногі», Гадеон називається іменем Адеон і є чи то братом Кінана, чи то сином Ейдава Старого. Його дочка Істрадвал стала дружиною Коеля Старого.
Існує припущення, що старший син Гадеона Гворемор співправив з ним із самого початку правління Гадеона. А з 390 року Гворемор набув більшої політичної ваги, і фактично саме Гворемор був королем Думнонії до 400 року. Гадеон же помер в 405 році.